# Purple Days
Purple Days是台灣男子團體Ozone的歌曲，也是作為將在2023年4月15日以及16日舉行的「Ozone One And Only」台北專場演唱會的「暖聲」，而這首歌曲在2023年3月28日由台灣索尼音樂娛樂推出。
這首歌曲不但由Ozone全體成員共同創作詞曲，主要還由呂尚霖負責整首歌曲的製作。這首歌曲在發行後迅速登上中廣iradio金曲華語周榜冠軍。

## 背景與發行
面向即將在2023年4月15日和16日舉辦的「Ozone One And Only」台北專場演唱會，Ozone在演唱會舉辦日前幾天正如火如荼的閉關籌備中。隨後Ozone為了要化解他們的粉絲「O.A.O」對這些團體成員的思念，在2023年3月22日宣布於28日發行Purple Days並公開其音樂錄影帶預告。2023年3月28日，這首歌伴隨其音樂錄影帶對外公開。

## 詞曲創作
Purple Days主要由Ozone全體成員、呂尚霖、和林言奕負責創作，在創作的過程中，Ozone不僅藉這首歌曲來傳達給粉絲們的感謝，他們也歷經千辛萬苦，將他們的心聲烙印在這首歌曲的歌詞中，包括收錄於《Unicorn》的四首歌曲名稱一同寫入這首歌曲。身為作詞人之一的團體成員黃文廷在為這首歌曲填詞前是沒自信的，但從這首歌一發布後就感動地說：「超感動，我們的詞竟然有被用到！」另外作曲人之一的團體成員周子翔在創作副歌音樂段落時也是遭遇難關，但當他突然想起一個旋律後迅速回到錄音室，並花費3秒鐘就完成他想要的音樂旋律。由於這首歌曲將作為Ozone首場專場演唱會的應援歌曲之一，因此團體成員李哲言對這首歌曲的製作說道：「這是我們一直都很想做的一件事，因為這次的演唱會，讓我們有機會可以把彼此的才華跟喜好融合在一起。」在整首歌曲的曲風方面，Purple Days是以降B大調為基礎創作，並搭配每分鐘125拍的節奏速度來呈現。

## 音樂錄影帶

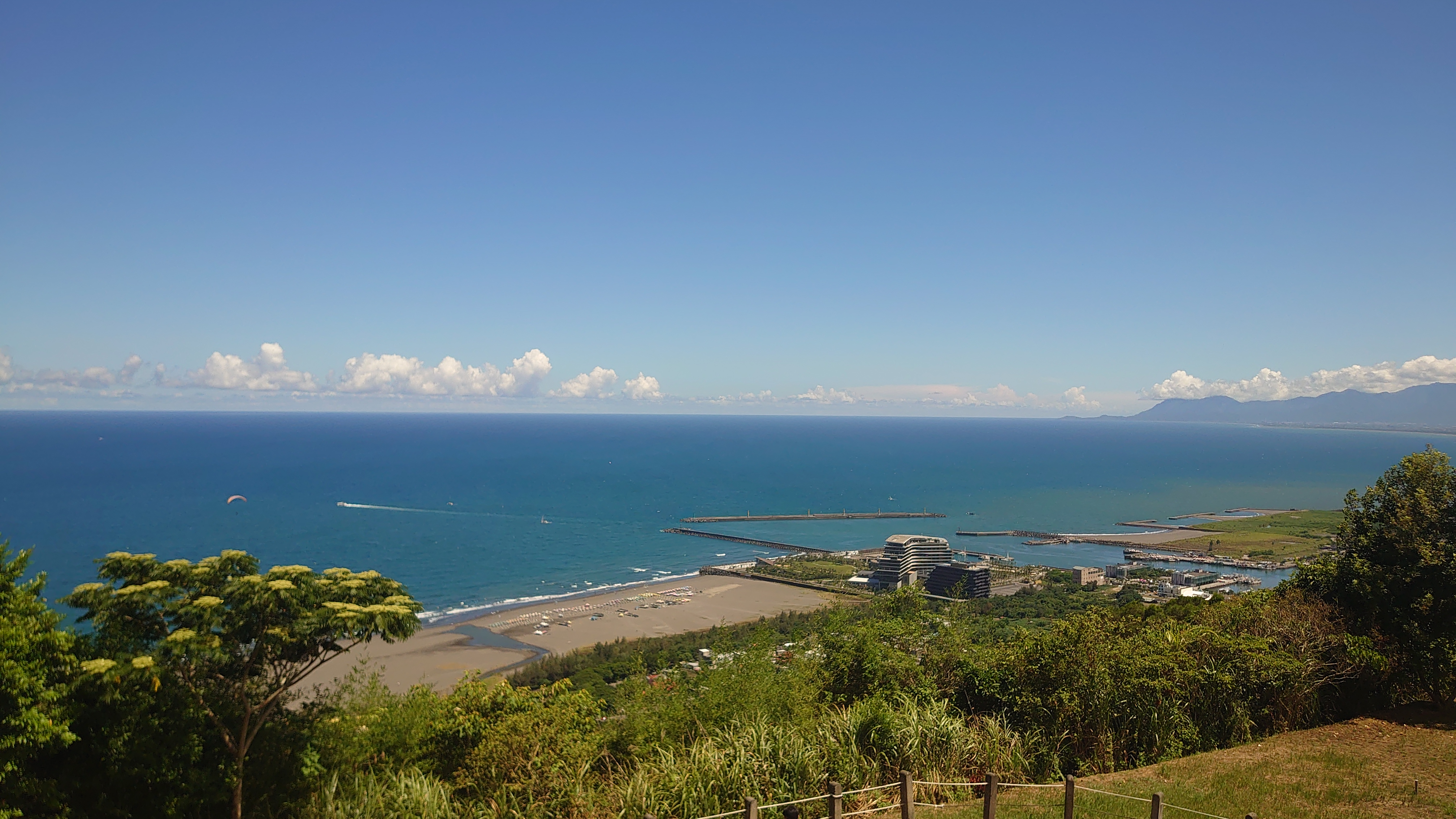
在烏石漁港附近的外澳海水浴場為Ozone的MV拍攝場地

Purple Days的音樂錄影帶在宜蘭縣頭城鎮外澳海水浴場取景錄製，也是Ozone自2022年9月出道以來首度在海灘拍攝的。在這一部音樂錄影帶中，Ozone成員們在沙灘上追逐和玩耍，作為他們平時相處的日常。以往的音樂錄影帶僅這六名成員演出，但這次的音樂錄影帶導演動用上百人一起參與錄製，並請成員們向天空揮灑彩帶來營造音樂錄影帶的歡樂氣氛。

## 商業表現
Purple Days在發行首日即刻在KKBOX台灣、香港和新加坡的新歌日榜分別登上第6名、第24名、以及第14名，其中台灣新歌日榜在2天後登上最高的第3名。在台灣單曲日榜部分在發行當天登上第21名，並於隔日登上最高的第14名。至於周榜部分，在2023年3月24日當周的KKBOX台灣新歌周榜登上第12名，一周後在台灣、香港、和新加坡分別登上最高的第3名、第35名、和第24名，而再隔一周後也登上了KKBOX馬來西亞新歌周榜第45名。到了台灣單曲周榜，Purple Days在發行時僅登上第85名，但在2023年3月31日當周的排行榜一口氣躍升至第19名，並於4月7日當周的排行榜登上最高的第17名。
Purple Days在台灣不只登上KKBOX榜單，也另外登上其他音樂排行榜，包括在4月17日由中廣公布這首歌曲拿下iRadio金曲華語榜冠軍，以及在4月23日由Hit FM公布這首歌曲拿下在4月10日當周榜單的第2名。到了2023年12月7日，這首歌曲被網路短影音平台TikTok列入2023年度台灣地區五大熱門歌曲之一。

## 製作名單
以下資訊可從YouTube找到。

| 歌曲製作 - 詞曲：Ozone、呂尚霖、林言奕 - 製作：JerryC、李百罡、呂尚霖 - 編曲：呂尚霖 - 吉他：呂尚霖、JerryC - 配唱製作人：JerryC - 和聲 & 編寫：林言奕（@上奕音樂） - 錄音工程師：JerryC（@Yellout Studio） - 混音工程師：呂尚霖 - 母帶後期處理工程師：Brian Elgin（@Resident Studios） | 音樂錄影帶製作 - 彩妝：黃凱榆、林熙筠（@prettycool_makeup） - 髮型：Andy Cao（pro hair Taipei）、花花 - 造型：Quenti Lu - 導演：蘇聖 - 攝影師：宋秉諭 - 製片：李婷婷 - 攝影大助：余書豪 - 攝影助理：林禹丞、凌嘉宏、陳詠軒 - 燈光師：林宏洋 - 燈光大助：鄭智遠 - 燈光助理：吳思賢、葉丞遠、林盈宏、黃榮隆 - 燈光車：謝一帆 - 場務組：唐偉城、程鎮岳、黃靖彥 - 美術：陳顥元 - 美術執行：黃弘輝 - 美術場務：余家寶、劉秉洋、趙柏松 - 九巴：廖桑車隊 - 燈光器材：貞寶企業 - 攝影器材：用力拍電影 |

## 榜單成績
| 排行榜（2023年） | 最高 排名 |
| ---------------- | --------- |
| 台灣（KKBOX）    | 3         |
| 香港（KKBOX）    | 24        |
| 新加坡（KKBOX）  | 14        |

| 排行榜（2023年） | 最高 排名 |
| ---------------- | --------- |
| 台灣（KKBOX）    | 14        |

| 排行榜（2023年）  | 最高 排名 |
| ----------------- | --------- |
| 台灣（KKBOX）     | 3         |
| 香港（KKBOX）     | 35        |
| 馬來西亞（KKBOX） | 45        |
| 新加坡（KKBOX）   | 24        |

| 排行榜（2023年）         | 最高 排名 |
| ------------------------ | --------- |
| 台灣（HITO）             | 2         |
| 台灣（KKBOX）            | 17        |
| 台灣（中廣iRadio金曲榜） | 1         |

## 獲獎與提名
| 頒獎典禮       | 年份 | 入圍項目         | 結果 | 參考   |
| -------------- | ---- | ---------------- | ---- | ------ |
| Hito流行音樂獎 | 2024 | 最受歡迎數位單曲 | 獲獎 | [ 27 ] |